# 灼眼的夏娜
《灼眼的夏娜》（日语：灼眼のシャナ）是日本作家高橋彌七郎撰寫的系列輕小說，伊東雜音繪製插畫。作者曾自言以娛樂動作小說為該作定位而進行創作。系列共有正傳22卷及短篇集第0卷、S~SIV四卷，共計27卷。截至2023年，小說銷售量達到1080萬冊。
由原作改編的電視動畫第一季於2005年10月推出，共24話；以原作輕小說第一卷為題材的劇場版則於2007年4月21日在日本上映；第二季電視動畫於2007年10月4日在日本MBS開始播放；2009年10月23日起陸續推出四卷OVA，名為《灼眼的夏娜S》；最終季電視動畫則於2011年10月7日在日本TOKYO MX開始播放。台灣於2009年7月10日在Animax Asia播映第二季。香港於Animax Asia在2007年播放第一季，2009年8月5日播放第二季。
先後兩次被改編為漫畫版，此外尚有4本畫集、廣播劇CD及PS2、NDS遊戲軟體等發行。

## 故事簡介
平凡的高中生坂井悠二，在回家的商店街上與忽然出現的少女被捲入非日常的世界。這位少女，「炎髮灼眼的討伐者」夏娜──討伐干擾世界秩序的紅世之徒的火霧戰士的一員，告知了悠二他已經是已死的存在。為了保護身為特殊火炬「密斯提斯」的悠二，夏娜與欲針對他的紅世之徒展開戰鬥。
原以為井悠二，會是一個怕死的火炬「密斯提斯」，卻沒想到悠二很關心他人，在校園被红世之徒的獵人法利亞格尼襲擊時，夏娜使用了悠二身上的存在之力，因而發現了藏在悠二身上的寶具『零時迷子』。
往後的日子將會有許許多多的紅世魔王跟使徒一一來襲，夏娜的個人觀跟感情也因為悠二而受到了影響。

## 設定

### 用語
紅世
「紅世之徒」自稱來自於「雜沓中的伽藍」，詩人取名為「紅世」，意思是「鮮紅的世界」。是現世「無法到達的鄰邊」般存在的異世界。在遙遠的過去，人們只從「紅世之徒」那裏聽說過的「紅世」的情景。
紅世之徒
在「紅世」居住的人們的總稱，簡稱「徒」。和「紅世」一樣是人們爲之所取的名稱。在得知現世的存在後，部分「紅世之徒」會從「紅世」來到現世，大部份的徒是為了自己的欲望而在這個世界恣意妄為，但也有無害的徒存在。因在現世生存及使用力量皆須藉由現世的基本力量「存在之力」來維持，會吞噬與「紅世之徒」能量最相近的人類的存在之力，將人化成魂火而吞噬，若讓「紅世之徒」任意吃食存在之力的話，將會讓這個世界陷入荒涼。
紅世魔王
「紅世之徒」中有著極大的力量的就是「紅世魔王」，簡稱「魔王」，由於是異世界的龐大存在，想要在世上持續顯現就需要大量「存在之力」。
燐子
「紅世之徒」利用這個世上「存在之力」而創造的僕人，形態和機能隨主人的興趣改變而改變。能夠聚集「存在之力」，但自身能源不足，不能隨意使用，離開了主人的力量供給就無法維持形態，將會失去力量而死亡。較精緻的「燐子」可以使用寶具以及進行複雜的工作，例如「獵人」法利亞格尼的燐子「瑪麗安」和「探耽求究」丹塔利歐的燐子「甘達鐵·多米諾」。
火霧戰士（Flame haze）
與擾亂世界平衡的「紅世之徒」戰鬥的異能者的總稱。爲了防止「世界歪曲」的擴大，決意與紅世魔王一起戰鬥而與之訂定契約，將本身的過去、現在、未來的存在都獻給魔王，做為容器做為魔王現世代理人的人類。當火霧戰士與紅世魔王訂下契約後，其肉體會停止成長，變成不老不死。用寄宿在體內的從「魔王」那得到的異能來戰鬥。火霧戰士大多都是在人類時被「紅世之徒」奪走重要事物，爲了復仇而戰的人，亦有單純為使命而成為火霧戰士的人。在對於達成追獵徒維持平衡的手段上各人解釋不同，因此火霧戰士彼此間亦會產生衝突而打鬥，但基本上不會消滅對方。火霧戰士更可將自己的存在傳給未消失的火炬。
神器
火霧戰士與「紅世魔王」訂契約後用於表達王的意識用的通訊工具。外型多爲首飾衣物之類的。夏娜擁有的項鏈「克庫特斯（コキュートス，Kekutesi）」（閃著火星的項墜），瑪瓊琳的「格利摩爾（グリモア，Grimoire）」（書）就是這東西。另外，只要火霧戰士或「紅世魔王」一方有意的話，神器可立即傳送到火霧戰士身上。
火焰
紅世之徒、魔王，及火霧戰士普遍能使用的能力（能力未覺醒前的夏娜例外），其炎色也會因人而異（火霧戰士的力量來自魔王，故契約者焰色會與魔王相同）。一般來說主要是作為攻擊或輔助攻擊的武器之一（如寶具「藍天」即是專門防禦火焰攻擊的寶具）而每人特有的炎色也常被當作辨別不同徒、王及火霧戰士的方法。（因為徒、王及火霧戰士能使用自在法改變模樣）
存在之力
維持現世一切事物存在的能源，「紅世之徒」在現世顯現和發動自在所必須的根本能源，爲了能夠達成其目的，「紅世之徒」才會襲擊人類，將擁有相近能量的人類化爲魂火，吞噬後獲得「存在之力」。
火炬（Torch）
被奪取「存在之力」後用所留下的存在作成的代替物。由於在消亡的瞬間會造成世界的扭曲，爲了避免讓火霧戰士察覺，「紅世之徒」要將人做成那樣來反映世界當前情況，將存在與消失給予世界的衝擊平衡。爲了製作本人的燃燒殘留物，要保持由來的記憶人格，生命活動能力。在消耗殘存的力的同時，人與周圍的關係、住所、身份、存在感都徐徐的失去，到達了誰也無法阻止的時候就消失了。隨著這個的消失，人所有的痕迹都被消滅了，變成了不存在。
密斯提斯（Mystes）
特殊的火炬，有寶具寄宿在體內的火炬或是紅世魔王利用火炬保存的特殊力量。隨著宿主的燃盡，它會隨機跳至其他宿主。別名是「活動寶庫」。
世界的歪曲
紅世之徒對「存在之力」的奪取所引起的紅世和這世界的全世界的歪曲，如果這樣繼續下去的話，就會引發「大災難」。
顯現
紅世之徒或魔王於人世現身。特別指威力強大的魔王。
神威顯現
在紅世中的神格階級才能使用之召喚儀式，以亞拉斯托爾為例，與火霧戰士簽訂契約時與其他魔王無異，但其「神威」並未受到召喚，因此只能賦予火霧戰士潛能，須進行儀式「天破壤碎」將契約者與週遭的一名紅世魔王作為祭品並念出祀文，方能使天罰神─亞拉斯托爾發揮出原本的力量並在現世長時間顯現而不受干擾。
外界宿（Outlaw）
提供火霧戰士交換情報、休息、吃飯、住宿的地方，也會有不少人類幫忙。
調音師及協助者
「調音師」是經過時間焠鍊的古老火霧戰士，內心的鬥爭與仇恨也被時間所磨去，擁有強大力量的他們為了平衡世界的扭曲而旅行於世上，藉由自在式讓扭曲的地方儘可能的復原。
調音師會在各地尋找當地土生土長之人作為調音的「協助者」，協助調音師找出「原本理當存在的世界」之間的不協調感之後交由調音師加以修正。
天破壤碎
這是讓可以亞拉斯特爾得以完全顯現在體外的密法，與一般火霧戰士體內的魔王失控顯現的情況不一樣的地方是，天破壤碎是以其他徒的存在之力及火霧戰士自身的心臟為祭品，讓身為紅世「天罰神」的亞拉斯特爾得以直接在人世間長時間的顯現並不受現世影響得以發揮全部實力。但因火霧戰士必須獻祭心臟且身體也無法承受亞拉斯特爾龐大力量的顯現，身為器皿的火霧戰士必死無疑。在前次「大戰」時，初代「炎髮灼眼的殺手」瑪蒂達為阻止「棺柩裁縫師」的野心，使用此祕法而喪命。
在小說第一集時，雖未使用本祕法，但因被「獵人」法利亞格尼具有喚醒火霧戰士體內魔王功能的寶具「幸福板機」打中而使亞拉斯特爾顯現，然而因夏娜身為「崇高之人」，具有龐大的存在之力容納了亞拉斯特爾的顯現而存活下來（動畫版無此段劇情，但剧场版中對抗法利亞格尼時，又把此段劇情加了回來）。
在動畫版第一季末時夏娜也使用過此祕法一次，目的是為了消耗因化妝舞會之「存在之泉」計畫而四處逸散之大量存在之力。由于相同理由，因身為「崇高之人」而得以存活了下來（动画版取消了使用天破壤碎需要“以自身心臟作為祭品”的设定）。

### 寶具
寶具是引起各種奇跡現象的道具，絕大部分的寶具都是靠自在法和存在之力在驅動，但也有例外如夏娜的佩刀「贄殿遮那」。制作方法貌似有數種，其中一種方法是當人類（成了火炬的話也沒有問題）和紅世魔王（不知在力量上是否有限制）的願望同步時寶具便會出現（這是約翰在古書上找到的），「零時迷子」就是這樣制作出來的。
贄殿遮那
被稱爲「炎髮灼眼的討伐者」——夏娜所持的太刀。在打敗傳說中史上最兇惡的密斯提斯「天目一個」（てんもくいっこ）後得到。可以抵抗「紅世之徒」自在法的最堅固利器。
零時迷子
在悠二體內的寶具，原本是約定的兩人中「約翰」為了與戀人永遠在一起製作的，功效是每日的零時火炬的存在之力回復到前一日的強度，並能夠干涉所有時間現象，在封絕中行動、感知存在之力等功用。
（補充：零時迷子可與世界因應徒造成的扭曲，產生共振和聯動，從而獲得「存在之力」。而行動、感知等能力，乃是「約翰」陰謀，為了吸引新宿主接近徒，吸收存在之力來成就他復活的糧食，特地架構出的自在法。）
吸血鬼（Blutsauger（德文））
原本是「愛染自」苏拉特所持有的，單手使用的大劍型寶具。將「存在之力」注入其中後会浮现出血红色的花纹，有并不需要直接砍到对方就能让与之接触的对手受伤的能力。「愛染自」苏拉特死后、玛琼琳将其回收并借给佐藤启作和田中荣太，后来認為是累贅，所以交给了夏娜，最後為悠二所使用。需要靠「存在之力」才拿的起來，因為悼文吟誦者瑪瓊琳·朵的關係，可以變成書籤隨身攜帶。
歐格爾
外型為音樂盒，「愛染他」蒂麗亞的寶具。
再複雜的自在式，只要輸入一次，就能無限使用，但一次只能施展一個，而且使用時必須保持平穩，最後被夏娜的火炎而和「愛染他」一起燒毀。
傑塔托拉
外型為單片鏡片的寶具，能讓一般人分辨出火炬。為「盛裝騎手」卡姆辛所持，曾借給身為「協助者」的吉田一美，使其發現了悠二是火炬的事實。
梅凱斯特
外型為一長鐵棒，為「盛裝騎手」卡姆辛所持的寶具。功用是做調音標記，同時也是卡姆辛的「瓦礫巨人」戰鬥時鞭子的握把。
亞塔蘭提
外型為一金屬圓環，為在小說第0卷中登場的徒「纏玩」烏科巴克所持。可吹出泡泡以捕捉人類。
芭芭吉娜
「戲睡鄉」梅亞所持的寶具。可讓存在之力分散開來進行霰彈式攻擊。
名字取自於莫札特魔笛中的捕鳥女芭芭吉娜，造型取自於夜之后送給捕鳥者巴巴吉諾的銀鈴。
希拉達
吉田一美所持有的寶具。外形像一個十字架，功能是呼喚紅世魔王「彩飄」費蕾絲。
其本來效果是能使人類使用大型自在法。
九垓天秤
外型為一有九個秤盤的天秤，其名稱亦被中世紀最大的徒集團「弔祭喪鐘」，用來稱呼其九名幹部。
天秤上的秤盤可依承載物的體型自由變化大小，且可由秤盤間的距離來調整承載物之間的存在之力。

#### 「獵人」法利亞格尼所持或留下之寶具
泡沫鎖鏈
外型原為金幣，擲硬幣時的殘影可化為一鎖鏈。
能夠束縛並破壞武器的寶具，任何武器跟寶具都無法對此寶具產生傷害。
後隨著法利亞格尼一同消失。
藍天
外型為戒指的寶具，特效是驅火。
使用火焰的攻擊對持有人無效，但是無法防禦由火焰實體化的攻擊。
法利亞格尼被殲滅後被悠二接收。
幸福扳機
法利亞格尼所持有的寶具，外型為手槍，沒有子彈數限制，專門用來對付火霧戰士。
被擊中的火霧戰士體內的魔王會被迫顯現，可令身為容器的「火霧戰士」摧毀，而害怕自身顯現消耗大量存在之力的魔王往往會立刻返回紅世。
後隨著法利亞格尼一同消失。
玻璃壇
昔日一個喜歡操控人類的紅世魔王祭禮之蛇為了監督自己所建立的城市「大縛鎖」而製作的寶具，能夠藉此觀察某特定地區的人類活動，與存在之力的流動。後來被法利亞格尼奪走。在法利亞格尼被消滅後，變成瑪瓊琳．朵在戰鬥時使用來觀察敵情。後被創世神回收。
舞會
外型為玻璃製手搖鈴，能夠控制被設下機關的火炬，並加以分解成存在之力，是法利亞格尼實現「吞食都市」所需要的寶具。
後來被夏娜所破壞。
正規升半音號
外型為撲克牌，是一個火力相當大的寶具，一張牌可以分出多張，進行攻擊，但是也跟隨著法利亞格尼一同消失了。
其本來功能為事前吸收許多張牌，再一次大量出牌。但被法利亞格尼以存在之力強化過，變為戰鬥用。
黎沙弗
外型為萬花筒，能夠完全交換窺看者與被窺看者的身心意志。不過，一定要彼此之間心靈相通的兩人才會產生效果。後來被夏娜所破壞，請見灼眼的夏娜S（OVA）1。

#### 「髓之樓閣」葛維達所製作之寶具
天道宮（陽光宮廷）
由昔日一個紅世魔王「髓之樓閣」葛維達所製作，藉由「隱匿的聖堂」所隱藏，後成為「天壤劫火」亞拉斯特爾在第一任契約者戰死後在現世的居所，為訓練下任「炎髮灼眼的殺手」的地點，已經墜毀，沉沒於大海中。
具有自我修復能力，於小說第18集、動畫第三期第八集中從大海中找尋到。
在小說第20集中被用以入侵星黎殿。
星黎殿（星空神殿）
由昔日一個紅世魔王「髓之樓閣」葛維達所製作，「化裝舞會」的總部。
內有「銀沙迴廊」，能夠連結星黎殿內任意兩處，也藉由「隱匿的聖堂」所隱藏，但現已擊墜。
隱匿的聖堂
能夠將內部的氣息完全隱藏，而且可以移動，為最高階的寶具之一。用來隱藏「天道宮」和「星黎殿」。
其中「天道宮」的「隱匿的聖堂」被「虹之翼」梅利希姆（小白）在情緒失控下放出的「虹天劍」所破壞，因而顯露形跡。
凱那
外型為一個銀色水盤，紅世之徒或王只要待在上面就可以在人界顯現而不用消耗「存在之力」，但此時是無法對外界進行干擾或使用自在法，不過說話是不受此限。此寶具仍是紅世魔王「髓之樓閣」葛維達為了和平待在人世所製作。大戰後，在訓練下任「炎髮灼眼的殺手」時，由當時尚無新契約者的「天壤劫火」亞拉斯特爾所使用。凱那也相當於天道宮的控制台。

#### 「化裝舞會」之寶具
神鐵如意
紅世之徒組織「化裝舞會」中三柱臣之一的「千變」修德南所使用的寶具，為一破壞力十分強大的長槍造型兵器，且會隨著修德南的體型改變而變換大小。在執行「化裝舞會」的敕令時才可使用。
三角錫杖
紅世之徒組織「化裝舞會」中三柱臣之一的「頂之座」黑卡蒂所使用的寶具，外型為一錫杖，其錫杖頭與吊環為三角形。用其操縱自在法與「大命詩篇」，並能夠施展名為“星球”的炮彈。在執行「化裝舞會」的敕令時才可使用。
地獄鎖鏈
紅世之徒組織「化裝舞會」中三柱臣之一的「逆理仲裁者」貝露佩歐露所使用的寶具，外型為一鎖鏈，具有能使處在封絕中的人類免於被啃食的命運，並能夠封印寶具的功能。在執行「化裝舞會」的敕令時才可使用。
黃金之結（非常手段）
紅世之徒組織「化裝舞會」中，參謀「逆理仲裁者」貝露佩歐露讓手下的「偵搜獵兵」隨身攜帶的寶具，外型為一金色鑰匙。美其名是替代勳章用，其真實功用為當「偵搜獵兵」死亡時利用其剩餘的存在之力引發各種特定的現象。「天道宮」便是因此寶具之故而遭破壞。
欣嫩子谷
用來存放紅世之徒組織「化裝舞會」中三柱臣的專屬寶具。外型為一巨大爐灶，被放置於通稱「祀灶閣」的作戰會議室內。在執行「化裝舞會」的敕令時才可取出內容物。

#### 「探耽求究」丹塔利歐教授所製造之寶具
賢者之瞳
全名為自學的結晶優秀的4122號——賢者之瞳。
藉由產生的影像，教授可以隨心所欲操縱自己編寫的干擾自在法。
阿吽的傳令
全名為自學的結晶優秀的7930號——阿吽的傳令。
外型為刻了怪異圖騰並釘上螺絲的沙井蓋。
可以在放置處製造出一個「原本不存在」的出口。
地變之钥
全名為自學的結晶優秀的11450號—地變之鑰。
可以構築出機械手攻擊他人。據說是丹塔利歐教授最常使用的寶具。
毛蟲炸彈
全名為自學的結晶優秀的29004號——毛蟲炸彈
由五百隻精銳毛蟲型炸彈所構成，攻擊性十足，藏於「晚會之櫃」內。
迷惑之鳥
全名為自學的結晶優秀的29147號——迷惑之鳥
寄宿於魚鷹祭鳥型雕像內。可發出防禦及干擾調音之自在法。
晚會之櫃
全名為自學的結晶優秀的29182號——晚會之櫃。
外型為巨大的火車形狀。內藏許多機關，可利用火霧戰士的火焰來進行高度移動。
本身具有飛行能力（但教授直到鐵軌被破壞後才為了使火霧戰士大吃一驚才使用）。

### 自在法
自在法是「紅世之徒」與火霧戰士自由操作「存在之力」所引起的種種奇跡現象的總稱。而發動「自在法」時所使用的咒式稱為「自在式（じざいしき）」。「自在師」是專精於使用自在法的徒或火霧戰士，例如：「螺旋風琴」萊昂希跟「悼文吟誦者」瑪瓊琳·朵等。
封絕
天才自在師「螺旋風琴」在近代所編寫，堪稱使用頻率最高的自在法。
與世界「因果論」相離的事物，其內部是靜止的，外部是隱藏起來的無形空間，被稱爲「因果孤立空間」。進行封絕的話會卷走周圍的陽炎之壁，在地面出現以奇怪文字（類似天城體印地文）組成的紋章。封絕能夠顯示出使用者的火焰顏色。
「紅世之徒」吞噬「存在之力」時隱藏身體，而火霧戰士與「紅世之徒」是在戰場上使用封絕的。
封絕內部的世界是靜止的，但不影響紅世之徒、火霧戰士及擁有特定寶具的關係者（如擁有「零時迷子」的悠二）、或在特定自在法干預下行动的人类（如佐藤、田中）。
解除封絕前，要恢復在封絕中造成的損害，需消耗存在之力。若不恢復封絕中所造成的損害，將會對現行世界作出相應的破壞。
原初的編寫者為「探耽求究」丹塔利歐，但因為太複雜，導致幾乎無人使用。到近代才被「螺旋風琴」萊昂希改寫簡單化。
夜笠
「天壤劫火」亞拉斯特爾的火霧戰士所特有的自在黑衣，與亞拉斯特爾的羽翼為一體，與使用者的意志同步，可在認知範圍內隨意變化，具有防禦及收納物品的功能。
吞食都市
昔日的紅世魔王棺柩裁縫師使用過的祕法，在固定地點大量吞食人類後製造大量火炬，並在火炬身上製作名為「鑰匙絲線」的機關。用此機關在一瞬間將火炬全部分解為存在之力，這股龐大的存在之力將會如滾雪球一樣，把所有徒可食與不可食的東西都轉化為可食用的力量，但同時也會造成嚴重的世界扭曲，這件事後來成為火霧戰士大量誕生的契機。（小說中「大戰」的地點布羅肯山，該地在德國的「布羅肯幽靈」傳說中有提及。）
「獵人」法利亞格尼曾利用寶具「舞會」企圖引發吞食都市，但被夏娜及悠二及時阻止（電影版中加入了瑪瓊琳‧朵），並被夏娜討滅。
轉生
「獵人」法利亞格尼所追求之自在法。
能將不屬於現世的東西轉變為現世的東西，「獵人」想由此自在式將身為「燐子」的瑪麗安成為真正的「存在」。
火焰外衣托卡
「悼文吟誦者」瑪瓊琳‧朵常使用的自在法，發動時全身連同馬可西亞斯一同化作一隻宛如熊與狼結合的藍色野獸，具有強大的戰鬥力。
達意之言
簡單的說，就是翻譯語言的自在法。
搖籃花園
「愛染他」蒂麗亞以寶具「歐格爾」所發動的自在法，象徵著妹妹對哥哥「愛染自」蘇拉特「溺愛的擁抱」的本質。
其外觀有如一層黃色封絕，內部需要眾多燐子「小齒輪」來維持，並吸收周圍的存在之力。除了封絕的功能外，還具有隱藏氣息及立即復原兄妹倆傷勢的能力。
戒禁
一種專用於密斯提斯的自在法，這種自在法是密斯提斯的制作者為了保護密斯提斯體内的寶具不被随便拿走而安裝在密斯提斯體内的，一般是封存高危險等級戰鬥用寶具時使用。
戒禁的強度在於自在師的意願，其中出色的戒禁可以使密斯提斯在封绝中活動。
被干涉的戒禁能令干涉該戒禁的「存在」受到傷害。
久遠的陷阱
古老的火霧戰士們為了封印「祭禮之蛇」使用的祕法，可以將徒、王、抑或是物品放逐到兩界的夾縫中。
虹天劍
「虹之翼」梅利希姆自在法。
由「虹之翼」梅利希姆的配劍發出的虹光，破壞力極高，威力不會因為距離而有所減弱。
幕瘴壁
「鐵甲龍」伊盧提卡所施展之自在法。
可以從雙翼或者是嘴中發射出，可攻亦可防，被譽為當代之絕對防禦。
五月蠅之風（煩惱之風）
「兇界卵」桀利所施展之自在法。
可以釋放出大量的蒼蠅來收集情報、偵查空軍，並可將所獲得的情報以地圖顯現。
拉比林托斯（迷宮）
「大擁爐」摩洛所施展之自在法。
由身體所構成之巨大牛骨迷宮，可自由調整迷宮構造及修復。
卡達修的心室、血脈
調音師「盛裝騎手」卡姆辛調音時所用的自在法，需要當事者的記憶進行修復。
原始用途為操縱卡姆辛的戰鬥裝束－－瓦礫巨人。
隱藏氣息的裝束
「萬條巧手」威爾艾米娜所使用的自在法，以緞帶包覆全身使對手察覺不出其氣息。
感覺的傳染
「琉眼」維奈所施展之自在法，可藉由自在法讓高等哺乳類的感覺與自身同步，且有傳染病般的效果可將此自在法散播出去。
軍隊
「千征令」奧爾岡所施展之自在法，同時也是奧爾岡的本質。
藉由將本身的「存在」分散於每一個紙製士兵來創造出龐大的軍團，若不完全擊破，則本體不會消失。
其手下四名軍團指揮官被稱為「四張王牌」分別為：「霍吉爾」、「拉海爾」、「赫爾托」及「蘭斯洛特」
大命詩篇（御命詩篇）
紅世之徒組織「化粧舞會」核心機密的自在式。
一旦被刻印上，哪怕小小的一個斷篇，也會成為不受干涉和破壞的特別自在式。
目前僅知「天壤劫火」亞拉斯特爾顯現後，可破壞大命詩篇。
「大命詩篇」不僅是「化粧舞會」隱密收藏的自在式，同時也作為「化粧舞會」分三階段的全計畫。
第一階段是藉由「祭禮之蛇」在被捲入「久遠陷阱」時接收到的「逆理仲裁者」所傳送的「標記」來行動，讓「頂之座」來操縱「標記」，一邊在兩界夾縫中鑽研「大命詩篇」的自在法一邊藉由「標記」來教導「頂之座」自在法，完成在現世的神體代行者。起初「逆理仲裁者」所揀選的代行者的身體是「裁縫棺柩師」所想要創造的「兩界嗣子」，但是由於初代的「炎髮灼眼」使用了祕法「天破壤碎」結果導致刻上大命詩篇的片斷的自在式遭到「天壤劫火」破壞而失敗，後決定創造「暴君」來擔當代行者的身體，但是最後「祭禮之蛇」卻放棄「暴君」而選擇了阪井悠二來當擔代行者。
第二階段是藉由代行者來創造打開「久遠陷阱」的神門，取回自己那個被關入兩界夾縫中的真正的身體。
第三階段則是回歸「化粧舞會」最初的目的，創造「第三世界」，在兩界夾縫中創造紅世使徒的樂園「無何有境」，藉此平息紅世與現世的紛爭。
地獄之風（伊菲爾娜）
「彩飄」費蕾絲所使用的自在法，能夠操縱風並與其合為一體，讓敵人掌握不到自身的氣息。
風之轉輪
「彩飄」費蕾絲所使用的自在法，製造出另一個分身視察周圍狀況，之後再利用分身吸引真正的自己到來。
米斯特拉
「彩飄」費蕾絲所使用的自在法，在與「壞刃」沙布拉克對戰時使用過，能將自身周圍的東西與自己一同飛走。
死亡之月
「蠱溺之盃」皮爾索因的自在法，從袋子中釋放大量紫色氣體，吸到氣體的人會立刻斃命或精神失常。
聖痕
「壞刃」沙布拉克最引以為傲的自在法，能夠讓對方的傷口不斷擴大，並不可治療。
原本這個自在法是無法破解的，但後來被「永恆的戀人」約翰所精心研發的自在法所破解，約翰被封印後破解自在法由威爾艾米那所完成。
可是再經「壞刃」沙布拉克改良後，令威爾艾米那的破解失效，「真聖痕」不會讓傷口擴大，但仍是不可治療，而且傷口帶有自在式，具有令「壞刃」沙布拉克的攻擊必定命中的效果，可以一下子擴大傷口。
瑪格尼西亞
負責保護星黎殿的紅世魔王「嵐蹄」飛可所使用的自在法。以細小的粒子流形成巨大的漩渦和方塊，具有幾乎無敵的防禦力，被稱為「銅牆鐵壁般的防禦陣」。
咒眼
「征遼之眸」薩拉卡埃爾所施展之自在法，凡是物體被他眼睛所注視即可施展，可用來攻擊、防禦、干擾、飛行，及強化同伴。
斷金之聲
「吠狗首」杜古所施展之自在法，藉由操縱其手下的磷子「黑妖犬」，發出干擾敵人聽覺的咆嘯聲。經由「咒眼」強化後變為能讓敵方暫時失去戰鬥能力。
語法
坂井悠二自身的自在法，將復數的自在式分成幾個部分組合，以此發揮各種各樣的效果，能夠真正地將自在式搭配使用，變化多端、萬能的自在法。

## 出版書籍
- 繁中版由台灣角川代理，譯者呂相儒；簡中版則由廣州天聞角川代理、湖南美術出版社出版，前8卷沿用台译，9卷起译者为朱悦玮。
- 外傳0卷發行於9卷與10卷之間，收錄了夏娜遇到悠二之前的故事以及兩篇搞笑作品。
- S卷於12卷和13卷之間發行，收錄「蹂躪的爪牙」馬可西亞斯的火霧戰士「悼文吟誦人」──瑪瓊琳·朵在遇到夏娜、悠二之前的故事以及另外兩篇作品。
- S2卷於16卷和17卷之間推出。

| 冊數 | MediaWorks     | MediaWorks             | 台灣角川       | 台灣角川               | 天聞角川       | 天聞角川               |
| 冊數 | 發售日期       | ISBN                   | 發售日期       | ISBN                   | 發售日期       | ISBN                   |
| ---- | -------------- | ---------------------- | -------------- | ---------------------- | -------------- | ---------------------- |
| 1    | 2002年11月25日 | ISBN 978-4-8402-2218-1 | 2005年7月15日  | ISBN 978-986-7299-88-8 | 2010年10月15日 | ISBN 978-7-5356-3911-0 |
| 2    | 2003年4月25日  | ISBN 978-4-8402-2321-8 | 2005年11月4日  | ISBN 978-986-7189-67-7 | 2010年12月25日 | ISBN 978-7-5356-4115-1 |
| 3    | 2003年7月25日  | ISBN 978-4-8402-2410-9 | 2005年12月22日 | ISBN 978-986-174-002-7 | 2011年2月20日  | ISBN 978-7-5356-4248-6 |
| 4    | 2003年8月25日  | ISBN 978-4-8402-2439-0 | 2006年2月14日  | ISBN 978-986-174-028-7 | 2011年4月10日  | ISBN 978-7-5356-4318-6 |
| 5    | 2003年11月25日 | ISBN 978-4-8402-2519-9 | 2006年4月28日  | ISBN 978-986-174-064-5 | 2011年5月5日   | ISBN 978-7-5356-4381-0 |
| 6    | 2004年2月25日  | ISBN 978-4-8402-2608-0 | 2006年7月22日  | ISBN 978-986-174-117-8 | 2011年6月20日  | ISBN 978-7-5356-4460-2 |
| 7    | 2004年7月25日  | ISBN 978-4-8402-2725-4 | 2006年9月20日  | ISBN 978-986-174-154-3 | 2011年8月20日  | ISBN 978-7-5356-4635-4 |
| 8    | 2004年10月25日 | ISBN 978-4-8402-2833-6 | 2006年12月29日 | ISBN 978-986-174-229-8 | 2011年9月5日   | ISBN 978-7-5356-4695-8 |
| 9    | 2005年2月25日  | ISBN 978-4-8402-2881-7 | 2007年2月27日  | ISBN 978-986-174-283-0 | 2011年10月5日  | ISBN 978-7-5356-4760-3 |
| 10   | 2005年9月25日  | ISBN 978-4-8402-3142-8 | 2007年9月15日  | ISBN 978-986-174-471-1 | 2012年2月5日   | ISBN 978-7-5356-5073-3 |
| 11   | 2005年11月25日 | ISBN 978-4-8402-3204-3 | 2008年4月16日  | ISBN 978-986-174-625-8 | 2012年3月5日   | ISBN 978-7-5356-5114-3 |
| 12   | 2006年2月25日  | ISBN 978-4-8402-3304-0 | 2008件8月5日   | ISBN 978-986-174-762-0 | 2012年4月5日   | ISBN 978-7-5356-5200-3 |
| 13   | 2006年9月25日  | ISBN 978-4-8402-3549-5 | 2008年12月4日  | ISBN 978-9-8617-4929-7 | 2012年6月20日  | ISBN 978-7-5356-5390-1 |
| 14   | 2007年2月25日  | ISBN 978-4-8402-3719-2 | 2009年4月28日  | ISBN 978-9-8623-7049-0 | 2012年7月20日  | ISBN 978-7-5356-5448-9 |
| 15   | 2007年8月25日  | ISBN 978-4-8402-3929-5 | 2009年7月31日  | ISBN 978-9-8623-7164-0 | 2012年8月20日  | ISBN 978-7-5356-5521-9 |
| 16   | 2007年11月25日 | ISBN 978-4-8402-4061-1 | 2009年8月27日  | ISBN 978-9-8623-7211-1 | 2012年9月20日  | ISBN 978-7-5356-5599-8 |
| 17   | 2008年11月10日 | ISBN 978-4-0486-7341-9 | 2009年11月18日 | ISBN 978-986-237-390-3 | 2012年12月5日  | ISBN 978-7-5356-5789-3 |
| 18   | 2009年2月10日  | ISBN 978-4-0486-7521-5 | 2010年1月27日  | ISBN 978-986-237-457-3 | 2013年1月5日   | ISBN 978-7-5356-5896-8 |
| 19   | 2009年9月10日  | ISBN 978-4-0486-8007-3 | 2010年4月23日  | ISBN 978-986-237-596-9 | 2013年2月25日  | ISBN 978-7-5356-6009-1 |
| 20   | 2010年4月10日  | ISBN 978-4-0486-8451-4 | 2010年10月21日 | ISBN 978-986-237-876-2 | 2013年5月5日   | ISBN 978-7-5356-6172-2 |
| 21   | 2010年11月10日 | ISBN 978-4-0487-0050-4 | 2011年7月29日  | ISBN 978-986-287-245-1 | 2013年9月5日   | ISBN 978-7-5356-6458-7 |
| 22   | 2011年10月10日 | ISBN 978-4-0487-0960-6 | 2012年5月31日  | ISBN 978-986-287-701-2 | 2018年4月20日  | ISBN 978-7-5340-6601-6 |
| 短篇 |                |                        |                |                        |                |                        |
| 0    | 2005年6月25日  | ISBN 978-4-8402-3050-6 | 2007年6月5日   | ISBN 978-986-174-361-5 | 2012年1月5日   | ISBN 978-7-5356-4961-4 |
| S    | 2006年6月25日  | ISBN 978-4-8402-3442-9 | 2008年9月22日  | ISBN 978-986-174-817-7 | 2012年5月20日  | ISBN 978-7-5356-5323-9 |
| SII  | 2008年6月25日  | ISBN 978-4-0486-7085-2 | 2009年10月24日 | ISBN 978-986-237-308-8 | 2012年11月5日  | ISBN 978-7-5356-5730-5 |
| SIII | 2012年11月10日 | ISBN 978-4-04-891085-9 | 2013年8月16日  | ISBN 978-986-325-484-3 | 2018年6月1日   | ISBN 978-7-5340-6742-6 |
| SIV  | 2023年11月10日 | ISBN 978-4-04-915272-2 | 2024年12月6日  | ISBN 978-626-400-949-2 |                |                        |

### 漫畫版
於月刊Comic電擊大王2005年4月號到2011年10月號期間連載，改編自原作I卷到IV卷。
- 人物設計：伊東雜音
- 作畫：笹倉綾人

| 冊數 | MediaWorks     | MediaWorks                                      | 台灣角川       | 台灣角川              |
| 冊數 | 發售日         | ISBN                                            | 發售日         | ISBN                  |
| ---- | -------------- | ----------------------------------------------- | -------------- | --------------------- |
| 1    | 2005年10月27日 | ISBN 4-8402-3224-5                              | 2006年7月22日  | ISBN 978-986-174109-7 |
| 2    | 2006年6月27日  | ISBN 4-8402-3503-1 ISBN 4-8402-3496-5（限定版） | 2006年11月1日  | ISBN 978-986-174169-0 |
| 3    | 2007年4月27日  | ISBN 978-4-8402-3871-7                          | 2007年8月15日  | ISBN 978-986-174433-9 |
| 4    | 2008年1月26日  | ISBN 978-4-8402-4138-0                          | 2008年8月5日   | ISBN 978-986-174749-1 |
| 5    | 2008年7月26日  | ISBN 978-4-04-867201-6                          | 2009年3月24日  | ISBN 978-986-237003-2 |
| 6    | 2009年1月27日  | ISBN 978-4-04-867556-7                          | 2009年8月12日  | ISBN 978-986-237235-7 |
| 7    | 2009年9月26日  | ISBN 978-4-04-868136-0                          | 2010年4月15日  | ISBN 978-986-237545-7 |
| 8    | 2010年5月27日  | ISBN 978-4-04-868626-6                          | 2010年10月30日 | ISBN 978-986-237896-0 |
| 9    | 2011年1月27日  | ISBN 978-4-04-870349-9                          | 2011年7月29日  | ISBN 978-986-2872642  |
| 10   | 2011年10月27日 | ISBN 978-4-04-870979-8                          | 2012年4月20日  | ISBN 978-986-287677-0 |

灼眼的夏娜X Eternal song─永恆之歌─
於電擊魔王的增刊電擊黑魔王的2009年12月號到2012年9月號期間連載，改編自原作X卷。
- 人物設計：伊東雜音
- 作畫：木谷椎（日语：木谷椎）

| 冊數 | ASCII MEDIA WORKS | ASCII MEDIA WORKS      | 台灣角川      | 台灣角川              |
| 冊數 | 發售日            | ISBN                   | 發售日        | ISBN                  |
| ---- | ----------------- | ---------------------- | ------------- | --------------------- |
| 1    | 2009年1月27日     | ISBN 978-4-04-867557-4 | 2009年7月31日 | ISBN 978-986-237182-4 |
| 2    | 2010年8月27日     | ISBN 978-4-04-868711-9 | 2011年2月24日 | ISBN 978-986-287009-9 |
| 3    | 2007年4月27日     | ISBN 978-4-04-868711-9 | 2012年6月9日  | ISBN 978-986-287771-5 |
| 4    | 2012年9月27日     | ISBN 978-4-04-886915-7 | 2013年8月7日  | ISBN 978-986-325399-0 |
| 5    | 2012年9月27日     | ISBN 978-4-04-891131-3 | 2013年8月24日 | ISBN 978-986-325501-7 |

## 相關商品

### 畫集
| 冊數                  | MediaWorks    | MediaWorks             | 台灣角川       | 台灣角川               | 天聞角川      | 天聞角川               |
| 冊數                  | 發售日期      | ISBN                   | 發售日期       | ISBN                   | 發售日期      | ISBN                   |
| --------------------- | ------------- | ---------------------- | -------------- | ---------------------- | ------------- | ---------------------- |
| 伊東雜音 畫集I 紅蓮   | 2005年2月25日 | ISBN 4-8402-2898-1     | 2006年8月14日  | ISBN 978-986-174-127-7 | 2011年12月5日 | ISBN 978-7-5356-4894-5 |
| 伊東雜音 畫集II 華焰  | 2007年8月9日  | ISBN 978-4-8402-3987-5 | 2008年2月18日  | ISBN 978-986-174-591-6 | 2012年12月5日 | ISBN 978-7-5356-5790-9 |
| 伊東雜音 畫集III 蒼炎 | 2009年8月10日 | ISBN 978-4-04-867990-9 | 2009年8月10日  | ISBN 978-986-287-111-9 | 2013年2月25日 | ISBN 978-7-5356-5974-3 |
| 伊東雜音 畫集 結 遮那 | 2013年8月9日  | ISBN 978-4-04-891321-8 | 2014年10月25日 | ISBN 978-986-366-163-4 | 2015年5月20日 | ISBN 978-7-5340-4306-2 |

### 設定集
- （MediaWorks；2005年12月30日）ISBN 4-8402-3287-3
  - 《灼眼的夏娜 炎之設定集》（台灣國際角川書店；「Kadokawa Comics Illustration」書系；2008年2月13日）ISBN 978-986-174-592-3
- （MediaWorks；2006年10月）ISBN 4-8402-3547-3
- （ASCII MEDIA WORKS；2009年10月19日）ISBN 978-4-04-868122-3
- （ASCII MEDIA WORKS；2013年6月27日）ISBN 978-4-04-891322-5

### 影視商品
《灼眼的夏娜》中文版DVD由曼迪傳播代理，已發行第一、二季（全集）及OVA；劇場版（平裝版及精裝版）已於台灣販售，2008年2月13日正式發售，乃至於灼眼的夏娜Ｓ。

## 外部連結
官方
- （日語）灼眼的夏娜電視動畫官方網站
- （日語）灼眼的夏娜II電視動畫官方網站（MBS） （页面存档备份，存于）
- （日語）劇場版特設網站
- （日語）PS2遊戲官方網站
- （日語）NDS遊戲官方網站

非官方
- （日語）灼眼的夏娜&A/B用語大辭典
- （繁體中文）ACG:灼眼的夏娜 - 巴哈大百科 （页面存档备份，存于）